# Terminalia fatraea
Terminalia fatraea là một loài thực vật có hoa trong họ Trâm bầu. Loài này được (Poir.) DC. miêu tả khoa học đầu tiên năm 1828.